# جون ماكلويد
جون ماكلويد (بالإنجليزية: John MacLeod)‏ هو راكب الكنو بريطاني، ولد في 31 مارس 1947.

## وصلات خارجية
- جون ماكلويد على موقع أوليمبيديا (الإنجليزية)
- جون ماكلويد على موقع اللجنة الأولمبية البريطانية (الإنجليزية)